# Brændkjærkirken
Brændkjærkirken er en kirke, beliggende på et højdedrag syd for Kolding Fjord i Brændkjær Sogn, Haderslev Stift, der blev opført i 1966.

## Historie
Kirken blev tegnet af Henning Noes-Pedersen, der står bag flere byggerier i Kolding, og opført i 3 etaper.
Opførelsen af kirken blev påbegyndt 7. maj 1965 og omfattede det nuværende korsareal og præsteværelse med indgang fra vestsiden, samt nedgang til kælderen med toiletter, køkken og mødelokale. Den nu brugbare kirke blev indviet den 24. april 1966.
Den 31. august 1969 påbegyndtes så 2. etape, der bestod af kirken og tårnet, hvilket gjorde at gudstjenesterne blev forlagt til krypten og konfirmandundervisningen flyttedes til ældreboligerne på Agtrupvej. Den lille kirkes tag, nordmur og sydside blev revet ned, og støbningen af sokkel, opbygning af mure startede. Indretningen af kirken blev, som den ser ud i dag. Den 7. april 1970 foretoges grundstensnedlæggelsen ved biskop Kragh, borgmester Peter Ravn og menighedsrådets formand, lærer H. Iversen.
3. etape påbegyndtes d. 11. juni 1980, til det, der i dag hedder Sidehuset. Det indeholder 2 konfirmandlokaler, studiekredslokale, kordegnekontor, køkken, toiletter, samt lokaler i kælderen til ungdomsarbejde, arkiv med mere.

## Kirkebygningen og inventar
Kirken er orienteret nord-syd, med alteret i sydenden, foran et gavlvindue, der udgør hele syd-vægen. Foran vinduet bag alteret og østvendte vinduer er der hvide tekstiler, udarbejdet af Hilde Johnsen og Finn Rasmussen, for at kunne dæmpe sollyset. Kirkens form er præget af de høje, spidse kobberbelagte tage på kirken og tårnet, der er henholdsvis 22 og 32 meter høje. Kirkerummet er meget lyst og præget af opadstræbende linjer. Alter, prædikestol og døbefont er i støbt beton. Kirkesølvet er tegnet og fremstillet af Bent Gabrielsen. Orglet, der er bygget af Marcussen & Søn blev udvidet til at have 28 stemmer i 1974.
På de faste bænkerækker har kirken plads til 350 personer, hvilket kan øges til omkring 500 personer ved indsættelse af løse stole.

## Eksterne kilder og henvisninger
- Brændkjærkirken Arkiveret 31. januar 2011 hos  Wayback Machine hos nordenskirker.dk
- Brændkjærkirken hos KortTilKirken.dk
- Brændkjærkirken hos danmarkskirker.natmus.dk (Danmarks Kirker, Nationalmuseet)

- Wikimedia Commons har flere filer relateret til Brændkjærkirken